# Все, що ми уявляємо як світло
Все, що ми уявляємо як світло (англ. All We Imagine as Light) — індійський драматичний фільм 2024 року, сценаристки і режисерки Паял Кападії. У ролях — Кані Кусруті, Дів'я Прабха, Чхая Кадам і Грідху Харун. Це міжнародне спільне виробництво компаній з Франції, Індії, Нідерландів, Люксембургу та Італії.
Світова прем'єра фільму відбулася в основному конкурсі 77-го Каннського кінофестивалю 23 травня 2024 року, де він був номінований на « Золоту пальмову гілку» та отримав Гран-прі. Це був перший фільм з Індії, який змагався в основному конкурсі після Swaham у 1994 році.
21 вересня 2024 року він був випущений в обмежений прокат в штаті Керала, Індія, а 29 листопада 2024 року, після схвальних відгуків, був випущений в міжнародний прокат. Він очолив опитування Sight & Sound за найкращий фільм 2024 року та був названий одним із п'яти найкращих міжнародних фільмів 2024 року Національною радою кінокритиків США. На 82-й церемонії вручення премії «Золотий глобус» фільм отримав дві номінації: за найкращий фільм іноземною мовою та найкраща режисерська робота, проте у жодній не переміг. Він також був номінований на премію BAFTA як найкращий фільм не англійською мовою.

## Сюжет
Прабха та Ану — малаяльські медсестри, які живуть разом у Мумбаї. Прабха скромна і замкнена. У неї є чоловік, який живе в Німеччині — він поїхав з Індії через кілька днів після одруження. Він не дзвонив їй більше року. Ану більш компанійська, у неї роман із мусульманином на ім'я Шиаз, який вона приховує від сусідки. Одного разу Прабха та Ану отримують сучасну рисоварку від невідомого відправника; плита виготовлена в Німеччині. Лікар Манодж намагається залицятися до Прабхи, але вона зупиняє його спроби, посилаючись на те що вона вже в шлюбі.
Прабха намагається допомогти Парваті, яка працює в лікарні на кухні, боротися з жадібним будівельником, який хоче знести будинок Парваті, щоб побудувати хмарочос, проте жінки не досягають успіху. Не маючи можливості довести свою правоту, Парваті вирішує залишити роботу та повернутися до свого села в Ратнагірі. Прабха та Ану подорожують з нею, щоб допомогти їй переїхати.
Без відома Прабхи та Парваті Шиаз слідував за Ану. Вони таємно зустрічаються, про що дізнається Прабха. Пізніше вони займаються сексом. Тим часом Прабха рятує чоловіка середнього віку від утоплення, реанімуючи його за допомогою серцево-легеневої реанімації. Поки він чекає місцевого лікаря, Прабха прибирає та доглядає за ним. Мешканці села думають що він — чоловік Прабхи. Вона намагається пояснити що це не так, але через деякий час між нею і чоловіком починається розмова, яка виглядає так ніби вони дійсно одружені. Він просить вибачення за те, що покинув її, але вона каже йому, що більше ніколи його бачити не хоче. Немає прямих вказівок, чи ця розмова відбувається в реальності, чи в уяві Прабхи.
Пізно ввечері, сидячи в кафе на пляжі, Прабха просить здивовану Ану запросити Шиаза посидіти з нею та Парваті. Усі вони весело балакають, а вогні кафе сяють над ними.

## Сприйняття
Фільм загалом отримав хороші відгуки від глядачів і критиків. На агрегаторі Rotten Tomatoes його оцінка від критиків становить 100 %, і 68 % від глядачів. Variety у своїй рецензії зазначає, що для молодих індійців фільм дуже відгукнувся, оскільки теми вимушених переїздів і "родин по вибору". За словами режисерки, стрічка підкреслює специфічні для Індії сторони у таких загальнолюдських проблемах як соціальна і гендерна нерівність, оскільки жінки в Індії, навіть досягнувши фінансової самодостатності знаходяться під значним суспільним тиском щодо того, з ким вони можуть або не можуть мати романтичні стосунки. Також, всеприсутність у стрічці Мумбаї, духом якого вона просякнута, є важливим елементом фільму. Інші критики підкреслюють теми самотності у великому місті та постійної нестабільності в житті. Фільм отримав гран-прі на каннському кінофестивалі, а пізніше ще багато нагород на кінофестивалях по всьому світу (в тому числі на київському кінофестивалі «Молодість») а також був номінований на «Золотий глобус», проте не був номінований на Оскар ні від Франції (він потрапив в шорт-ліст оскарівського комітету, проте замість нього була висунута «Емілія Перес») ні від Індії (був висунутий фільм «Загублені жінки»). Критики стверджують, що причиною того що не зважаючи на широкий міжнародний успіх «Все, що ми уявляємо…» була вибрана інша стрічка міг бути особистий вплив Мукеша Амбані, найбагатшої людини в Індії і продюсера «Загублених жінок». Хоча загалом індійський оскарівський комітет схильний обирати фільми, більш популярні в самій Індії, а не світові інді-хіти.

## Акторський склад
- Кані Кусруті — Прабха
- Дів'я Прабха — Ану
- Чхая Кадам — Парваті
- Грідху Харун — Шиаз
- Азіз Недумангад — лікар Манодж
- Тінтумол Джозеф — медсестра Шанет
- Ананд Самі — утопленик

## Нагороди
| Премія                                            | Дата церемонії    | Категорія                                               | Хто номінувався                              | Результат    | Прим.         |
| ------------------------------------------------- | ----------------- | ------------------------------------------------------- | -------------------------------------------- | ------------ | ------------- |
| Каннський кінофестиваль                           | 25 травня 2024    | Золота пальмова гілка                                   | Паял Кападія                                 | Номінація    | [ 15 ]        |
| Каннський кінофестиваль                           | 25 травня 2024    | Гран-прі                                                | Паял Кападія                                 | Перемога     | [ 16 ]        |
| Каннський кінофестиваль                           | 25 травня 2024    | Prix des Cinémas Art et Essai — Спеціальна відзнака     | Паял Кападія                                 | Перемога     | [ 17 ]        |
| Сіднейський кінофестиваль                         | 16 червня 2024    | Найкращий фільм                                         | Все, що ми уявляємо як світло                | Номінація    | [ 18 ]        |
| Мюнхенський кінофестиваль                         | 6 липня 2024      | Best International Film                                 | Все, що ми уявляємо як світло                | Номінація    | [ 19 ]        |
| Єрусалимський міжнародний кінофестиваль           | 25 липня 2024     | International Competition                               | Все, що ми уявляємо як світло                | Номінація    | [ 20 ]        |
| Міжнародний кінофестиваль у Сан-Себастьяні        | 28 вересня 2024   | RTVE-Another Look Award                                 | Все, що ми уявляємо як світло                | Перемога     | [ 21 ]        |
| Міжнародний кінофестиваль у Чикаго                | 27 October 2024   | Золотий Г'юго                                           | Все, що ми уявляємо як світло                | Номінація    | [ 22 ]        |
| Міжнародний кінофестиваль у Чикаго                | 27 October 2024   | Срібний Г'юго — Приз журі                               | Все, що ми уявляємо як світло                | Перемога     | [ 23 ]        |
| Кінофестиваль у Монтклер                          | 28 жовтня 2024    | Найкращий ігровий фільм                                 | Все, що ми уявляємо як світло                | Перемога     | [ 24 ]        |
| Cahiers du cinéma                                 | 2024              | Щорічний Топ-10                                         | Все, що ми уявляємо як світло                | Перемога     | [ 25 ]        |
| КМКФ Молодість                                    | 2 листопада 2024  | Найкращий повнометражний фільм                          | Все, що ми уявляємо як світло                | Перемога     | [ 26 ]        |
| Азіатсько-тихоокеанська кінопремія                | 30 листопада 2024 | Найкращий фільм                                         | Томас Гакім, Жул'єн Графф, Паял Кападія      | Номінація    | [ 27 ]        |
| Азіатсько-тихоокеанська кінопремія                | 30 листопада 2024 | Найкращий режисер                                       | Паял Кападія                                 | Номінація    | [ 27 ]        |
| Азіатсько-тихоокеанська кінопремія                | 30 листопада 2024 | Найкращий сценарій                                      | Паял Кападія                                 | Номінація    | [ 27 ]        |
| Азіатсько-тихоокеанська кінопремія                | 30 листопада 2024 | Найкраща гра                                            | Кані Кусруті                                 | Номінація    | [ 27 ]        |
| Азіатсько-тихоокеанська кінопремія                | 30 листопада 2024 | Найкраща операторська робота                            | Ранабір Дас                                  | Номінація    | [ 27 ]        |
| Азіатсько-тихоокеанська кінопремія                | 30 листопада 2024 | Гран Прі Журі                                           | Все, що ми уявляємо як світло                | Перемога     | [ 28 ]        |
| Премія «Готем»                                    | 2 грудня 2024     | Найкращий режисер                                       | Паял Кападія                                 | Номінація    | [ 29 ] [ 30 ] |
| Премія «Готем»                                    | 2 грудня 2024     | Найкращий міжнародний ігровий фільм                     | Томас Гакім, Жул'єн Графф, Паял Кападія      | Перемога     | [ 29 ] [ 30 ] |
| Спільнота кінокритиків Нью-Йорка                  | 3 грудня 2024     | Найкращий міжнародний фільм                             | Все, що ми уявляємо як світло                | Перемога     | [ 31 ]        |
| Національна рада кінокритиків США                 | 4 грудня 2024     | Топ-5 міжнародних фільмів                               | Все, що ми уявляємо як світло                | Перемога     | [ 32 ]        |
| Премія британського незалежного кіно              | 8 грудня 2024     | Найкращий міжнародний незалежний фільм                  | Паял Кападія, Томас Гакім, Жул'єн Графф      | Номінація    | [ 33 ]        |
| Премія Астра                                      | 8 грудня 2024     | Найкращий міжнародний фільм                             | Все, що ми уявляємо як світло                | Номінація    | [ 34 ]        |
| Асоціація кінокритиків Лос-Анджелеса              | 8 грудня 2024     | Найкращий фільм іноземною мовою                         | Все, що ми уявляємо як світло                | Перемога     | [ 35 ]        |
| Премія спільноти кінокритиків Сан-Дієго           | 9 грудня 2024     | Найкращий фільм іноземною мовою                         | Все, що ми уявляємо як світло                | Перемога     | [ 36 ]        |
| Асоціація кінокритиків Чикаго                     | 11 грудня 2024    | Премія Мілоша Стехліка для режисерів-новаторів          | Паял Кападія                                 | Номінація    | [ 37 ] [ 38 ] |
| Асоціація кінокритиків Чикаго                     | 11 грудня 2024    | Найкращий фільм іноземною мовою                         | Все, що ми уявляємо як світло                | Перемога     | [ 37 ] [ 38 ] |
| Film Comment Magazine                             | 12 грудня 2024    | Найкращий фільм                                         | Все, що ми уявляємо як світло                | Перемога     | [ 39 ]        |
| Спілка кінокритиків Фенікса                       | 13 грудня 2024    | Найкращий фільм іноземною мовою                         | Все, що ми уявляємо як світло                | Перемога     | [ 40 ]        |
| Асоціація кінокритиків Сент-Луіса                 | 15 грудня 2024    | Найкращий міжнародний ігровий фільм                     | Все, що ми уявляємо як світло                | Номінація    | [ 41 ]        |
| San Francisco Bay Area Film Critics Circle        | 15 грудня 2024    | Найкращий міжнародний ігровий фільм                     | Все, що ми уявляємо як світло                | Номінація    | [ 42 ]        |
| Асоціація кінокритиків Торонто                    | 15 грудня 2024    | Найкращий режисер                                       | Паял Кападія                                 | Друге місце  | [ 43 ]        |
| Асоціація кінокритиків Торонто                    | 15 грудня 2024    | Найкращий оригінальний сценарій                         | Паял Кападія                                 | Перемога     | [ 43 ]        |
| Асоціація кінокритиків Торонто                    | 15 грудня 2024    | Найкращий міжнародний фільм                             | Все, що ми уявляємо як світло                | Перемога     | [ 43 ]        |
| New York Film Critics Online                      | 16 грудня 2024    | Найкращий міжнародний фільм                             | Все, що ми уявляємо як світло                | Перемога     | [ 44 ]        |
| Асоціація кіно-журналістів Індіани                | 16 грудня 2024    | Найкращий фільм іноземною мовою                         | Все, що ми уявляємо як світло                | Номінація    | [ 45 ]        |
| Dallas–Fort Worth Film Critics Association        | 18 грудня 2024    | Найкращий фільм іноземною мовою                         | Все, що ми уявляємо як світло                | 3rd place    | [ 46 ]        |
| Спілка кінокритиків Дубліна                       | 19 грудня 2024    | Найкращий фільм                                         | Все, що ми уявляємо як світло                | Номінація    | [ 47 ]        |
| Black Film Critics Circle                         | 19 грудня 2024    | Найкращий іноземний фільм                               | Все, що ми уявляємо як світло                | Перемога     | [ 48 ]        |
| Спілка кінокритиків Філадельфії                   | 21 грудня 2024    | Найкращий іноземний фільм                               | Все, що ми уявляємо як світло                | Перемога     | [ 49 ]        |
| Спілка кінокритиків Флориди                       | 21 грудня 2024    | Найкращий міжнародний фільм                             | Все, що ми уявляємо як світло                | Перемога     | [ 50 ]        |
| Спілка кінокритиків Флориди                       | 21 грудня 2024    | Найкращий акторський склад                              | Все, що ми уявляємо як світло                | Номінація    | [ 50 ]        |
| Спілка кінокритиків Флориди                       | 21 грудня 2024    | Найкращий режисер                                       | Паял Кападія                                 | Номінація    | [ 50 ]        |
| Online Association of Female Film Critics         | 23 грудня 2024    | Найкращий міжнародний фільм                             | Все, що ми уявляємо як світло                | Перемога     | [ 51 ]        |
| Асоціація кінокритиків Північного Техаса          | 30 грудня 2024    | Найкращий фільм іноземною мовою                         | Все, що ми уявляємо як світло                | Номінація    | [ 52 ]        |
| Асоціація кінокритиків Колумбуса                  | 2 січня 2025      | Найкращий фільм іноземною мовою                         | Все, що ми уявляємо як світло                | Друге місце  | [ 53 ]        |
| Асоціація кінокритиків Північної Кароліни         | 3 січня 2025      | Найкращий фільм іноземною мовою                         | Все, що ми уявляємо як світло                | Перемога     | [ 54 ]        |
| Асоціація кінокритиків Канзас-Сіті                | 4 січня 2025      | Найкращий фільм іноземною мовою                         | Все, що ми уявляємо як світло                | Номінація    | [ 55 ]        |
| DiscussingFilm Critic Awards                      | 4 січня 2025      | Найкращий міжнародний ігровий фільм                     | Все, що ми уявляємо як світло                | Друге місце  | [ 56 ]        |
| Greater Western New York Film Critics Association | 4 січня 2025      | Найкращий фільм іноземною мовою                         | Все, що ми уявляємо як світло                | Номінація    | [ 57 ]        |
| Національна спілка кінокритиків США               | 4 січня 2025      | Найкращий фільм                                         | Все, що ми уявляємо як світло                | Друге місце  | [ 58 ] [ 59 ] |
| Національна спілка кінокритиків США               | 4 січня 2025      | Найкращий неангломовний фільм                           | Все, що ми уявляємо як світло                | Перемога     | [ 58 ] [ 59 ] |
| Національна спілка кінокритиків США               | 4 січня 2025      | Найкращий режисер                                       | Паял Кападія                                 | Перемога     | [ 58 ] [ 59 ] |
| Золотий глобус                                    | 5 січня 2025      | Найкращий фільм іноземною мовою                         | Все, що ми уявляємо як світло                | Номінація    | [ 60 ]        |
| Золотий глобус                                    | 5 січня 2025      | Найкращий режисер                                       | Паял Кападія                                 | Номінація    | [ 60 ]        |
| Асоціація кінокритиків Джорджії                   | 7 січня 2025      | Найкращий міжнародний фільм                             | Все, що ми уявляємо як світло                | Друге місце  | [ 61 ]        |
| Alliance of Women Film Journalists                | 7 січня 2025      | Найкращий міжнародний фільм                             | Все, що ми уявляємо як світло                | Номінація    | [ 62 ] [ 63 ] |
| Alliance of Women Film Journalists                | 7 січня 2025      | Найкращий режисер                                       | Паял Кападія                                 | Номінація    | [ 62 ] [ 63 ] |
| Alliance of Women Film Journalists                | 7 січня 2025      | Найкращий оригінальний сценарій                         | Паял Кападія                                 | Номінація    | [ 62 ] [ 63 ] |
| Alliance of Women Film Journalists                | 7 січня 2025      | Найкраща режисерка                                      | Паял Кападія                                 | Перемога     | [ 62 ] [ 63 ] |
| Alliance of Women Film Journalists                | 7 січня 2025      | Найкраща сценаристка                                    | Паял Кападія                                 | Перемога     | [ 62 ] [ 63 ] |
| Асоціація кінокритиків Юти                        | 11 січня 2025     | Найкращий неангломовний фільм                           | Все, що ми уявляємо як світло                | Номінація    | [ 64 ]        |
| Puerto Rico Critics Association                   | 12 січня 2025     | Найкращий режисер                                       | Паял Кападія                                 | Номінація    | [ 65 ]        |
| Puerto Rico Critics Association                   | 12 січня 2025     | Найкращий міжнародний фільм                             | Все, що ми уявляємо як світло                | Номінація    | [ 65 ]        |
| Товариство кінокритиків Гаваїв                    | 13 січня 2025     | Найкращий фільм іноземною мовою                         | Все, що ми уявляємо як світло                | Номінація    | [ 66 ]        |
| Нагорода товариства кінокритиків Північної Дакоти | 13 січня 2025     | Найкращий міжнародний фільм                             | Все, що ми уявляємо як світло                | Номінація    | [ 67 ]        |
| Товариство кінокритиків Г'юстона                  | 14 January 2025   | Найкращий фільм іноземною мовою                         | Все, що ми уявляємо як світло                | Номінація    | [ 68 ]        |
| Товариство кінокритиків Портленда                 | 14 січня 2025     | Найкращий неангломовний фільм                           | Все, що ми уявляємо як світло                | Номінація    | [ 69 ]        |
| Women Film Critics Circle                         | 15 січня 2025     | Best Movie About Women                                  | Все, що ми уявляємо як світло                | Номінація    | [ 70 ]        |
| Women Film Critics Circle                         | 15 січня 2025     | Найкращий міжнародний фільм знятий жінкою або про жінку | Все, що ми уявляємо як світло                | Номінація    | [ 70 ]        |
| Women Film Critics Circle                         | 15 січня 2025     | Best Movie By Women (Directing)                         | Паял Кападія                                 | Номінація    | [ 70 ]        |
| Women Film Critics Circle                         | 15 січня 2025     | Best Women Storyteller (Screenwriting Award)            | Паял Кападія                                 | Друге місце  | [ 70 ]        |
| Chicago Indie Critics                             | 18 січня 2025     | Найкращий міжнарожний фільм                             | Все, що ми уявляємо як світло                | Номінація    | [ 71 ]        |
| Премія «Люм'єр»                                   | 20 січня 2025     | Найкращий фільм                                         | Все, що ми уявляємо як світло                | Номінація    | [ 72 ]        |
| Denver Film Critics Society                       | 24 січня 2025     | Найкращий неангломовний фільм                           | Все, що ми уявляємо як світло                | Перемога     | [ 73 ]        |
| Girls on Film Awards                              | 26 January 2025   | Найкращий ігровий фільм                                 | Все, що ми уявляємо як світло                | Номінація    | [ 74 ]        |
| Girls on Film Awards                              | 26 January 2025   | Best Female Friendship on Screen                        | Все, що ми уявляємо як світло                | Перемога     | [ 74 ]        |
| Girls on Film Awards                              | 26 January 2025   | Ensemble Cast Award                                     | Все, що ми уявляємо як світло                | Номінація    | [ 74 ]        |
| Online Film Critics Society                       | 27 січня 2025     | Найкращий неангломовний фільм                           | Все, що ми уявляємо як світло                | Перемога     | [ 75 ]        |
| Гетеборзький кінофестиваль                        | 29 січня 2025     | Міжнародна програма                                     | Все, що ми уявляємо як світло                | Номінація    | [ 76 ]        |
| Премія Лондонського гуртка кінокритиків           | 2 лютого 2025     | Фільм року                                              | Все, що ми уявляємо як світло                | Номінація    | [ 77 ] [ 78 ] |
| Премія Лондонського гуртка кінокритиків           | 2 лютого 2025     | Фільм року іноземною мовою                              | Все, що ми уявляємо як світло                | Перемога     | [ 77 ] [ 78 ] |
| Кінопремія «Вибір критиків»                       | 7 лютого 2025     | Найкращий фільм іноземною мовою                         | Все, що ми уявляємо як світло                | Номінація    | [ 79 ]        |
| Премія Гільдії режисерів Америки                  | 8 лютого 2025     | Outstanding Directing — First-Time Feature Film         | Паял Кападія                                 | Номінація    | [ 80 ]        |
| International Cinephile Society                   | 9 лютого 2025     | Best Picture                                            | Все, що ми уявляємо як світло                | Перемога     | [ 81 ]        |
| International Cinephile Society                   | 9 лютого 2025     | Best Ensemble                                           | Все, що ми уявляємо як світло                | Перемога     | [ 81 ]        |
| International Cinephile Society                   | 9 лютого 2025     | Найкращий режисер                                       | Паял Кападія                                 | Перемога     | [ 81 ]        |
| International Cinephile Society                   | 9 лютого 2025     | Найкращий оригінальний сценарій                         | Паял Кападія                                 | Друге місце  | [ 81 ]        |
| International Cinephile Society                   | 9 лютого 2025     | Найкраща акторка                                        | Кані Кусруті                                 | Номінація    | [ 81 ]        |
| International Cinephile Society                   | 9 лютого 2025     | Найкраща акторка другого плану                          | Чхая Кадам                                   | Номінація    | [ 81 ]        |
| International Cinephile Society                   | 9 лютого 2025     | Найкраща акторка другого плану                          | Дів'я Прабха                                 | Номінація    | [ 81 ]        |
| International Cinephile Society                   | 9 лютого 2025     | Найкраща операторська робота                            | Ранабір Дас                                  | Номінація    | [ 81 ]        |
| International Cinephile Society                   | 9 лютого 2025     | Найкращий монтаж                                        | Клеман Пінто                                 | Номінація    | [ 81 ]        |
| Премія "Доріан"                                   | 13 лютого 2025    | Не-англомовний фільм року                               | Все, що ми уявляємо як світло                | Номінація    | [ 82 ]        |
| British Academy Film Awards                       | 16 лютого 2025    | Премія БАФТА за найкращий неангломовний фільм           | Все, що ми уявляємо як світло                | Номінація    | [ 83 ]        |
| Спільнота кінокритиків Ванкувера                  | 19 лютого 2025    | Best International Film in Non-English Language         | Все, що ми уявляємо як світло                | Номінація    | [ 84 ]        |
| Премія «Незалежний дух»                           | 22 лютого 2025    | Best International Film                                 | Все, що ми уявляємо як світло                | Номінація    | [ 85 ]        |
| Online Film & Television Association              | 23 лютого 2025    | Найкращий фільм іноземною мовою                         | Все, що ми уявляємо як світло                | Друге місце  | [ 86 ]        |
| VHS Awards                                        | лютого 2025       | Найкращий фільм                                         | Все, що ми уявляємо як світло                | В очікуванні | [ 87 ]        |
| VHS Awards                                        | лютого 2025       | Найкращий режисер                                       | Паял Кападія                                 | Номінація    | [ 87 ]        |
| VHS Awards                                        | лютого 2025       | Найкращий оригінальний сценарій                         | Паял Кападія, Робін Джой, Хіманшу Праджапаті | Перемога     | [ 87 ]        |
| VHS Awards                                        | лютого 2025       | Найкраща акторка                                        | Кані Кусруті                                 | Номінація    | [ 87 ]        |
| VHS Awards                                        | лютого 2025       | Найкраща акторка другого плану                          | Дів'я Прабха                                 | Номінація    | [ 87 ]        |
| Азійська кінопремія                               | 16 березня 2025   | Найкращий фільм                                         | Все, що ми уявляємо як світло                | Перемога     | [ 88 ]        |
| Азійська кінопремія                               | 16 березня 2025   | Найкращий режисер                                       | Паял Кападія                                 | Номінація    | [ 88 ]        |
| Азійська кінопремія                               | 16 березня 2025   | Найкращий сценарій                                      | Паял Кападія                                 | Номінація    | [ 88 ]        |
| Азійська кінопремія                               | 16 березня 2025   | Найкраща акторка                                        | Кані Кусруті                                 | Номінація    | [ 88 ]        |
| Азійська кінопремія                               | 16 березня 2025   | Найкраща акторка другого плану                          | Дів'я Прабха                                 | Номінація    | [ 88 ]        |
| Азійська кінопремія                               | 16 березня 2025   | Найкращий монтах                                        | Клеман Пінто                                 | Номінація    | [ 88 ]        |